# Raión de Perechyn
Perechyn (en ucraniano: Перечинський район) es un raión o distrito de Ucrania en el óblast de Zakarpatia. 
Comprende una superficie de 631 km².
La capital es la ciudad de Perechyn.

## Demografía
Según estimación 2010 contaba con una población total de 50750 habitantes.

## Otros datos
El código KOATUU es 2123200000. El código postal 89200 y el prefijo telefónico +380 3145.